# كلوز بيخ يورغنسن
كلوز بيخ يورغنسن (بالدنماركية: Claus Bech Jørgensen)‏ هو لاعب كرة قدم دنماركي في مركز الوسط، ولد في 27 أبريل 1976 في هولستيبرو في الدنمارك. شارك مع منتخب جزر فارو لكرة القدم. أما مع النوادي، فقد لعب مع آرهوس جمناستيك فورينينغ وبرادفورد سيتي وبورت فايل وكوفنتري سيتي ونادي بلاكبول ونادي بورنموث ونادي هورسينس.

## وصلات خارجية
- كلوز بيخ يورغنسن على موقع قاعدة بيانات كرة القدم.إي يو (الإنجليزية)
- كلوز بيخ يورغنسن على موقع ناشيونال فوتبول تيمز (الإنجليزية)
- كلوز بيخ يورغنسن على موقع Soccerbase.com (لاعب) (الإنجليزية)